# ポルチコ

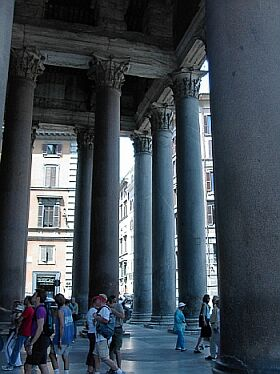
ローマのパンテオンのポルチコ

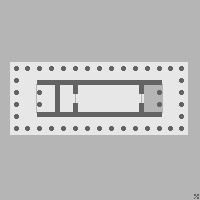
神殿の平面図、ハッチングがプロナオス

ポルチコ（イタリア語:Portico、またはポーチコ、ポルティコ）は、建物の玄関に導く、あるいは柱列として拡がるポーチであり、柱で支えられるか壁で囲まれた歩道上に屋根がある構造である。この概念は古代ギリシアでまず現れ、西洋文化の大半など多くの文化に影響を与えてきた。
ポルチコの特筆すべき例としては、アメリカ合衆国議会議事堂の東ポルチコ、ローマのパンテオンを飾るポルチコ、およびユニヴァーシティ・カレッジ・ロンドンのポルチコがある。
イタリアのボローニャが歩道上に屋根を置く「ボローニャのポルチコ」で大変有名である。全体では45km 以上のアーケードになっており、市内中心部だけでも38km ある。世界で最長のポルチコは市の端からマドンナ・ディ・サン・ルカ教会までのもので約3.5km ある。イタリア・トリノも歩道上の屋根のポルチコで有名で、総延長が18kmある。
16世紀イタリアの建築家アンドレーア・パッラーディオが宗教建築の寺院正面に使ったことでは先駆者だった。イギリスではハンプシャー州のザ・バインに適用された寺院正面がイギリスのカントリー・ハウスに適用された最初のポルチコだった。
プロナオス(pronaos) はギリシアやローマの神殿のポルチコの内側であり、ポルチコの柱あるいは壁とセラ(cella) すなわち神殿の玄関との間の部分である。ローマの神殿では開放的プロナオスであり、通常柱だけで壁が無く、プロナオスはセラの延長であり得る。プロナオスという言葉はギリシア語で「寺院の前」とい意味である。ラテン語ではanticumあるいはprodomusと呼ばれる。

## ポルチコの種類
ポルチコの種類は使われている柱の数で名付けられている。

### 4柱式

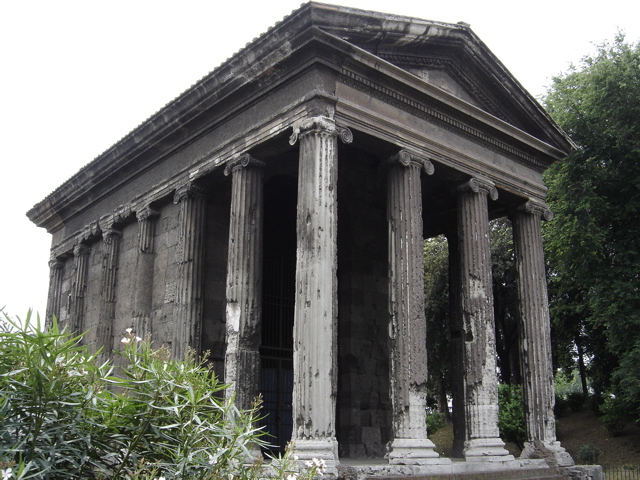
ローマのポルトゥヌス神殿、4本のイオニア式柱の4柱式ポルチコである。

4柱式は柱が4本ある。古代ギリシアやエトルリアで、公共建築物のような小さな建物に普通に使われ、ポルチコが前後両面にある。
古代ローマはポルトゥヌス神殿のような疑似周柱式の寺院、ウェヌスとローマ神殿のようなポルチコが前後両面にある寺院、またマクセンティウスのバシリカのような大きな公共建築物の前柱式の玄関ポルチコに4柱のポルチコを好んだ。ローマ属州の州都の例えばヴォルビリスのカピトリーヌ寺院でも4柱式を採用した。
アメリカ合衆国のホワイトハウスの北ポルチコはおそらくアメリカでも最も著名な4柱式ポルチコである。

### 6柱式
6柱式は6本の柱があり、アルカイック時代紀元前600年ないし550年からペリクレスの時代紀元前450年ないし430年の間に、正統的ギリシア・ドーリア式建築で標準的ファサード（正面）だった。

#### ギリシアの6柱式

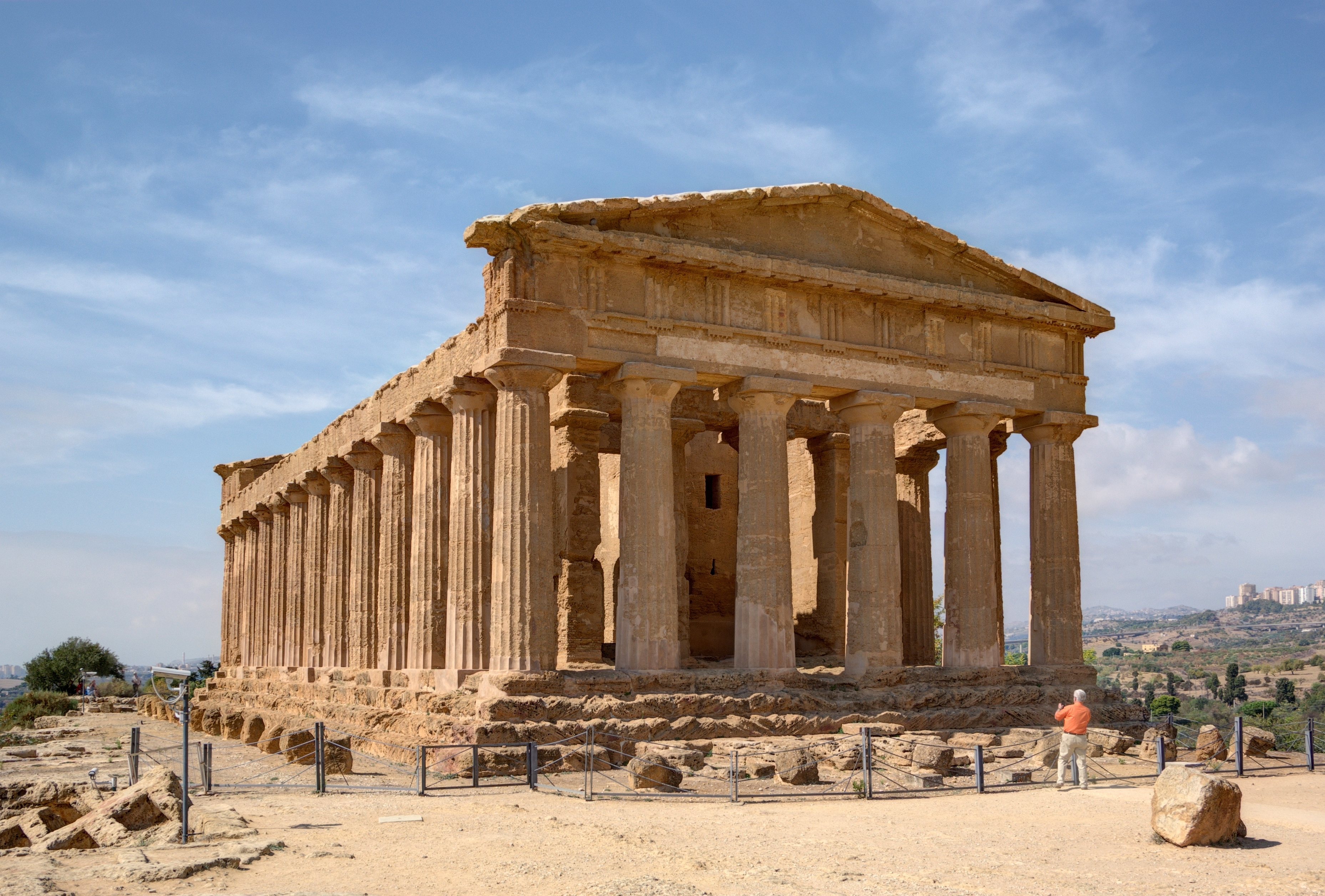
アグリジェントの6柱式コンコルド寺院、紀元前430年頃

古典的ドーリア6柱式ギリシア寺院のよく知られた例は以下の通りである。
- パエストゥム遺跡群、ヘーラー神殿（紀元前550年頃）、アポローン神殿（紀元前450年頃）アテーナー第1神殿（"バシリカ"、紀元前500年頃）およびヘーラー第2神殿（紀元前460年ないし440年）からなる
- アイギナ島のアテーナー神殿"アパイアー"（神）、紀元前495年頃
- セリヌスのE寺院（紀元前465年ないし450年）、ヘーラーに捧げられた
- オリンピアのゼウス神殿、現在は廃墟
- アグリジェントのF寺院、いわゆるコンコルド寺院（紀元前430年頃）、ペリスタイルとエンタブラチュアのほとんど全てを残す最も保存状態の良い古典的ギリシア寺院の一つ
- セジェスタの「未完の神殿」（紀元前430年頃）
- アテネのアクロポリスの下、ヘーパイストス神殿、長い間"テセウム"と呼ばれてきた（紀元前449年ないし444年）、古代から完全な状態に近く残っているギリシア寺院の一つ
- スニオン岬のポセイドーン神殿（紀元前449年頃）[4]

6柱式はアテネのアクロポリスの丘にあるエレクテイオンでアテーナー祭壇の前柱式ポルチコのようなイオニア式神殿にも採用されている。

#### ローマの6柱式
ギリシャ人が南イタリアに植民したことに伴い、エトルリア人によって6柱式が採用され、その後古代ローマに引き継がれた。ローマ人は高い柱のある疑似周柱式や前後ポルチコの建物を好み、かなりの高さによって与えられる仰々しさや尊大さを付け加えることで演壇を作り上げた。フランスのニームにあるメゾン・カレは古代から残っている最も保存状態の良いローマ寺院である。

### 8柱式

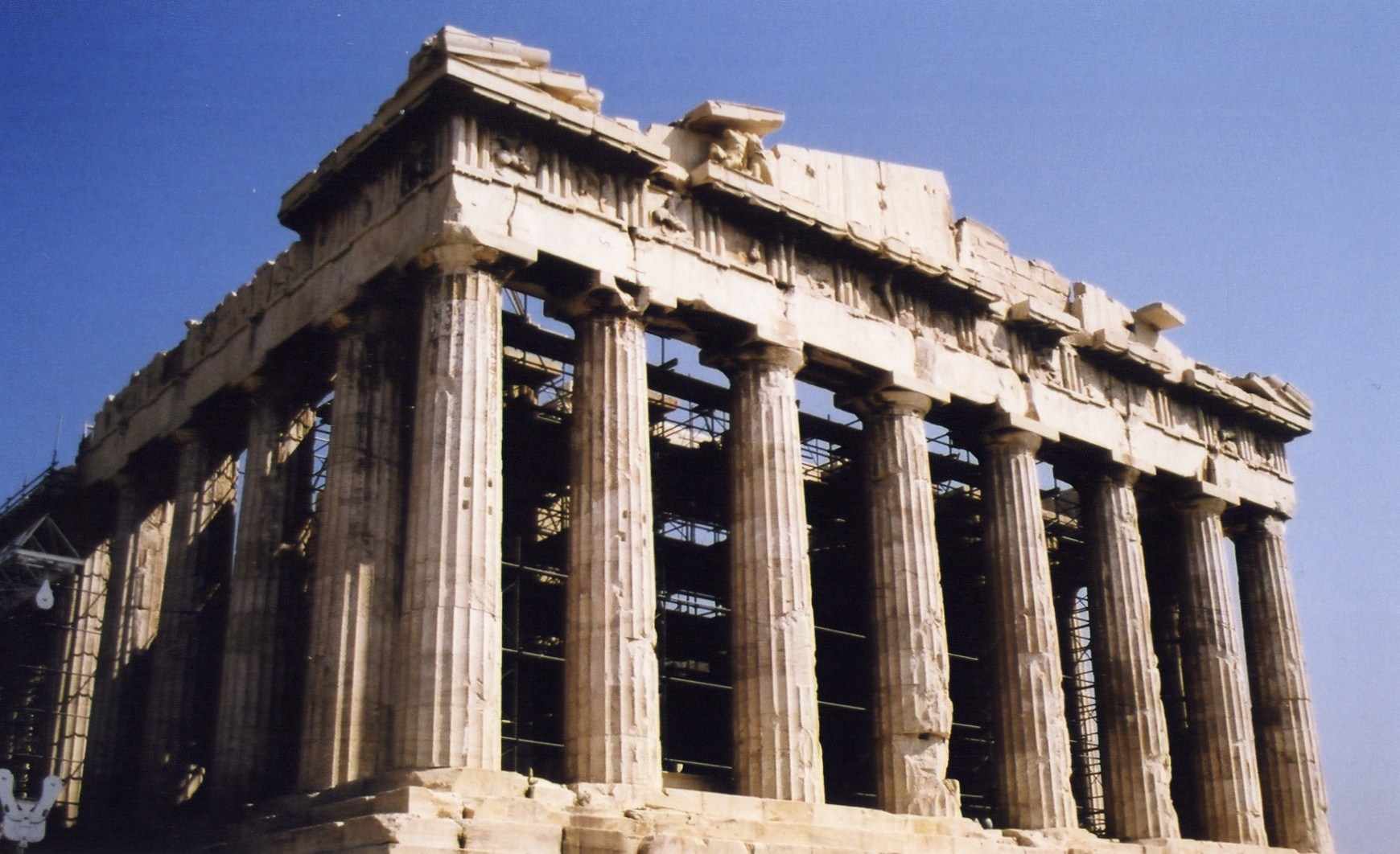
アテネのパルテノン神殿西側

8柱式は8本の柱がある。古代ギリシア建築の規範では6柱式よりもかなり少ない。古代から残っていて最も良く知られている8柱式建築物はアテネのパルテノン神殿であり、ペリクレス時代（紀元前450年-430年）に建てられた。またローマのパンテオン（西暦125年）もある。アウグストゥス崇拝の中心であるローマの破壊されたディウス・アウグストゥス神殿は2世紀のローマ貨幣に8柱式で建てられていたと描かれている。

### 10柱式
10柱式は10本の柱がある。ミレトスのアポローン・ディディマエウス神殿やユニヴァーシティ・カレッジ・ロンドンのポルチコがある。

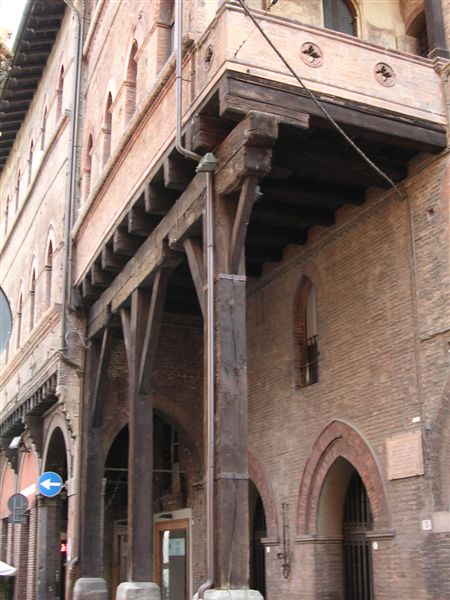
ボローニャのサント・ステファノ広場に近いポルチコ